# سيزار كابرال
سيزار كابرال هو لاعب كرة قاعدة دومينيكاني، ولد في 11 فبراير 1989 في Sabana Grande de Palenque ‏ في جمهورية الدومينيكان.

## وصلات خارجية
- سيزار كابرال على موقع دوري كرة القاعدة الرئيسي (الإنجليزية)
- سيزار كابرال على موقعبيزبول رفرنس.كوم (الدوري الرئيسي) (الإنجليزية)
- سيزار كابرال على موقعبيزبول رفرنس.كوم (الدوري الثانوي) (الإنجليزية)
- سيزار كابرال على موقع إي إس بي إن.كوم (أم.أل.بي) (الإنجليزية)
- سيزار كابرال على موقع مشجعي الرسوم البيانية (الإنجليزية)